# Eicochrysops trisignatus
Eicochrysops trisignatus är en fjärilsart som beskrevs av Embrik Strand 1911. Eicochrysops trisignatus ingår i släktet Eicochrysops och familjen juvelvingar. Inga underarter finns listade i Catalogue of Life.